# Iztok Tomazin
Iztok Tomazin, slovenski zdravnik, alpinist, gorski reševalec, gorski vodnik, publicist, pisatelj in predavatelj, * 30. januar 1960, Kranj
Delo zdravnika povezuje z gorništvom. Vodi Zdravstveni dom Tržič.

## Izobraževanje
V Tržiču je obiskoval osnovno šolo, v Kranju pa gimnazijo. Diplomiral (1983) in doktoriral (Proučitev in zasnova modela organizacije in delovanja helikopterske nujne medicinske pomoči, 2011) je na Medicinski fakulteti v Ljubljani. Magistriral je na Medicinski fakulteti v Zagrebu (Prognostičko značenje tegoba starijih pacijenata u ambulanti opće prakse, 1998). V Ljubljani je leta 1994 opravil specializacijo iz splošne medicine.

## Kariera

### Medicina
Je specialist družinske in urgentne medicine. Od leta 1985 dela v Zdravstvenem domu Tržič, ki ga vodi od leta 2001. Leta 2005 je prejel naziv primarij.

### Gorništvo
Z alpinizmom je začel pri 14 letih. Je plezalec, alpinistični in turni smučar, jadralni padalec in BASE skakalec. Gorniške izkušnje je v času SFRJ izkoristil ilegalno obiskovanje gorstva na drugi strani meje in »etično« tihotapljenje zdravil, alpinistične opreme in tehničnih izdelkov za domačo rabo. Opremo si je kupoval tudi z denarjem, ki ga je dobil s prodajo pretihotapljene kave. Član Gorske reševalne službe je od leta 1977.
Leta 1997 je bil med prvimi, ki so prišli na kraj nesreče slovenskih gorskih reševalcev v severni steni Turske gore nad Okrešljem. O njej je deset let kasneje izdal knjigo Tragedija v Turski gori.

## Zasebno
Živi v Križah pri Tržiču. Njegov oče je Tine Tomazin.

## Osvojeni vrhovi

### Osemtisočaki
- 1987: Daulagiri (8.176 m)
- 1988: Čo Oju (8.201 m)
- 1993: Šiša Pangma(8.013 m)
- 1995: Gašerbrum 1 (8.068 m)
- 2004: Gašerbrum 2 (8.035 m)

### ZDA
- 1996: Denali (6190 m)

### Evropa
- Mont Blanc (4.810 m)

### Afrika
- Kilimanjaro (5895 m)

### Spomini
- Korak do sanj: ameriški dnevnik (Obzorja, 1989)
- Nebo nad Afriko: polet z zmajem s Kilimanjara (Didakta, 1993)
- Na meji: tihotapske in druge mejaške zgodbe od Karavank do Himalaje (Planinska zveza Slovenije, 2021)
- Naveza (soavtor Tomo Virk, 2024)

### Poezija
- Iskanje Šambale (predgovor Dalaj Lama; samozaložba, 1998)

## Nagrade in priznanja
- 1999: častni znak svobode Republike Slovenije z naslednjo utemeljitvijo: »za pomembno delo na področju urgentne medicine, posebej za zasluge pri klasičnem in helikopterskem reševanju ponesrečencev«.[8]